# 南宮下駅
南宮下駅（みなみみやしたえき）は、福島県いわき市小名浜にあった福島臨海鉄道小名浜埠頭本線の貨物駅（廃駅）。

## 駅概要
小名浜製錬小名浜製錬所の東端に位置し、その工場からの専用線も接続していた。当駅からは濃硫酸の発送があったが、1984年2月1日国鉄ダイヤ改正により大幅に貨物取り扱い駅が減少することから1984年1月31日を以ってトラック輸送に切り替わり休止状態になった。ただし正式な営業休止はそれから17年後の2001年4月1日である。

## 歴史
- 1970年（昭和45年）6月1日：小名浜埠頭本線宮下 - 小名浜埠頭間開通と同時に、同線唯一の中間駅として開業。
- 1984年（昭和59年）2月1日：貨物の取り扱いが無くなる。
- 2001年（平成13年）
  - 4月1日：営業休止。
  - 10月1日：小名浜埠頭本線廃止に伴い廃駅となる。

## 駅周辺
- 日本化成小名浜工場
- 小名浜製錬小名浜製錬所

## 隣の駅
福島臨海鉄道
小名浜埠頭本線
宮下駅 - 南宮下駅 - 小名浜埠頭駅